# De Bleeke Dood
De Bleeke Dood, ook wel De Dood, is een van de twee overgebleven korenmolens in de Zaanstreek. De molen staat in Zaandijk schuin tegenover de Zaanse Schans, op de hoek Guisweg /Lagedijk. Deze molen aan de Zaan is de oudste nog bestaande houten stellingmolen van Nederland.
De windbrief dateert van 1656, tevens het bouwjaar. De molen was tot 1931 op windkracht in bedrijf, maar heeft tussentijds bijna het onderspit moeten delven bij een zware brand in 1922. In 1931 werd het wiekenkruis verwijderd en werd er verder op de motor gemalen. Enkele jaren later verdwenen ook het staartwerk en de stelling. In 1955 echter werd onder de nieuwe eigenaar de Vereniging De Zaansche Molen de molen maalvaardig gemaakt en op windkracht in bedrijf gesteld. De molen is sinds 1967 een rijksmonument.
Na een restauratie in 2000 is de molen weer geheel bedrijfsvaardig en wordt er elke vrijdag meel gemalen dat beneden in de winkel wordt verkocht. De molenaar is tevens molenmaker en woont onder in de molen, in een woning die zich deels in de molen en deels in een aanbouw bevindt.